# La Griffe du destin

La Griffe du destin (Sins) est une mini-série télévisée de 1986 de CBS avec Joan Collins. D'une durée totale de 320 minutes, elle est réalisée par Douglas Hickox, d'après le best-seller de Judith Gould publié en France sous le nom de Le Vent de l'oubli.

## Synopsis
L'histoire est celle de Hélène Junot, femme d'affaires redoutable dont les parents ont été tués par les nazis durant l'occupation.

## Distribution
- Joan Collins (VF : Michèle Bardollet) : Hélène Junot
- Catherine Mary Stewart (VF : Catherine Lafond) : Hélène (jeune)
- Neil Dickson (VF : Jean-Luc Kayser) : Hubert De Ville
- Jean-Pierre Aumont (VF : Jean-Pierre Aumont) : le comte De Ville
- Alexandra Stewart (VF : Julia Dancourt) : la comtesse
- James Farentino (VF : Michel Papineschi) : David Westfield
- Lauren Hutton (VF : Annie Sinigalia) : ZZ Bryant
- Gene Kelly (VF : Jean-François Laley) : Eric Hovland
- Timothy Dalton (VF : Michel Derain) : Edmund Junot
- Marisa Berenson (VF : Anne Kerylen) : Luba Tcherina
- Steven Berkoff (VF : Jacques Thébault) : Karl Von Eiderfeld
- Allen Garfield : Adam Gore
- Élisabeth Bourgine : Jeanne
- Capucine : Odile
- Judi Bowker (VF : Anne Deleuze) : Natalie Junot
- Arielle Dombasle : Jacqueline Gore
- Régine : Madame Liu
- Simon de La Brosse : le coursier